# Le Chat - L'implacabile uomo di Saint Germain
Le Chat - L'implacabile uomo di Saint Germain (Le Chat) è un film del 1971 diretto da Pierre Granier-Deferre.
Il soggetto è tratto dal romanzo Il gatto di Georges Simenon.

## Trama
Julien e Clémence sono due coniugi anziani che vivono in un quartiere periferico che si sta trasformando, non più villette o piccole case ma palazzi e grattacieli. Lui ex tipografo, lei invece trapezista che ha dovuto abbandonare la carriera a causa di una caduta. I rapporti tra i coniugi non sono affatto buoni, l'atmosfera è pesante e nonostante tutto nessuno dei due vuole lasciare la casa.
Un giorno Julien porta a casa un gatto abbandonato e questo scatena la rabbia e la gelosia della moglie che si vede sempre più esclusa e ignorata.

## Distribuzione
Le Chat esordì in Francia nell'aprile 1971 e fu distribuito in Italia più di un anno dopo, il 23 settembre 1972. Nell'edizione italiana, al titolo originale venne aggiunto L'implacabile uomo di Saint Germain solo per motivi commerciali, ma il film in realtà si svolge a Courbevoie, comune operaio alla periferia di Parigi. 

## Accoglienza

### Critica
(Leo Pestelli, La Stampa, 14 ottobre 1972)
(l'Unità, 29 maggio 1974)
(Morando Morandini, Il Morandini 2011)

## Riconoscimenti
- 1971 - Festival di Berlino
  - Orso d'argento per il miglior attore a Jean Gabin
  - Orso d'argento per la migliore attrice a Simone Signoret